# Günther Granser

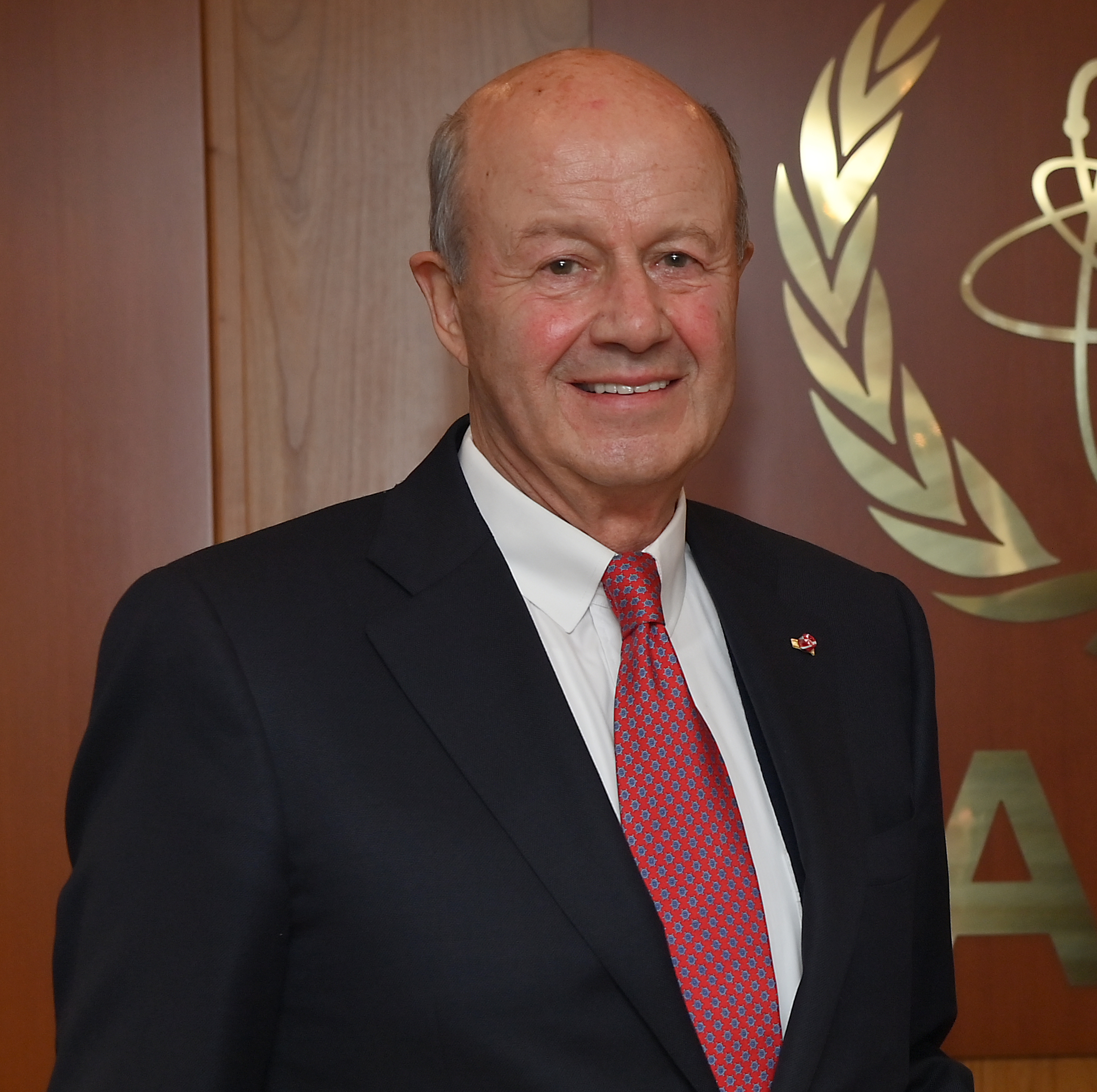
Günther Granser (2021)

Günther A. Granser (* 6. April 1944 in Gmunden, Österreich) ist Präsident der Organisation für Internationale Wirtschaftsbeziehungen (OiER).

## Leben und Wirken
Granser, der Internationale Wirtschaftswissenschaften studiert hat, steht als Präsident der OiER – Organisation für Internationale Wirtschaftsbeziehungen mit Konsultativstatus beim Wirtschafts- und Sozialrat der Vereinten Nationen (ECOSOC), beim Europarat und der UNIDO vor.
Außerdem ist Granser Vorsitzender des Beirates der ICR-Gruppe, Präsident der United Global Academy (UGA), Vizepräsident der Freunde der Wiener Oper, Vorstandsmitglied der Freunde des Theaters in der Josefstadt, sowie Beirat beim United World College of the Adriatic, der Freunde des Nationaltheaters, München. Granser ist ferner Förderer des Wiener Burgtheaters und des Grafenegg Festival. Er ist auch Ehrenpräsident des Heimathauses Mariazell.
Seit 1994 war Granser als Magistralgroßkreuzritter des Souveränen Malteserordens als Botschafter des Ordens in Albanien und Nord-Mazedonien tätig, sowie ist er seit dem 25. September 2009 der Chef der Ständigen Beobachter Mission des Ordens im Rang eines Botschafters bei den Vereinten Nationen in Wien (UNOV), Büro der Vereinten Nationen für Suchtstoff- und Verbrechensbekämpfung (UNODC), der Internationalen Atomkommission – IAEA, Organisation der Vereinten Nationen für industrielle Entwicklung (UNIDO) und anderen internationalen Organisationen in Wien. Ferner ist er Ehrenmitglied des Malteser Hospitaldienstes.
Er ist Autor und Herausgeber von Büchern, Zeitschriften und Aufsätzen im Bereich internationale Beziehungen und Organisationsmanagement. An der Karl-Franzens-Universität Graz war er als Honorarprofessor tätig und ist Ehrendoktor und Ehrensenator von nationalen und internationalen Universitäten.

## Privates
Günther Granser ist verheiratet und hat zwei Kinder.

## Auszeichnungen
- Großkreuz des Päpstlichen Ritterordens des heiligen Gregors des Großen
- Großkreuz Pro Merito Melitensi des Souveränen Malteserordens
- Großes Bundesverdienstkreuz mit Schulterband und Stern der Bundesrepublik Deutschland
- Großes Goldenes Ehrenzeichen mit dem Stern für Verdienste um die Republik Österreich[4]
- Großoffizier des Verdienstordens der Republik Italien
- Österreichisches Ehrenkreuz für Wissenschaft und Kunst I. Klasse
- Bayerischen Verdienstorden
- Goldenes Komturkreuz des Ehrenzeichens des Bundeslandes Niederösterreich[5]
- Großes Goldenes Ehrenzeichen des Landes Steiermark
- Großer Goldener Adlerorden des Landes Tirol
- Goldenes Ehrenzeichen für Verdienste um das Land Wien
- Goldenes Ehrenzeichen für Verdienste um das Land Salzburg
- Ehrenzeichen für Verdienste um das Land Oberösterreich, Kärnten und Burgenland